# Volker Strassen

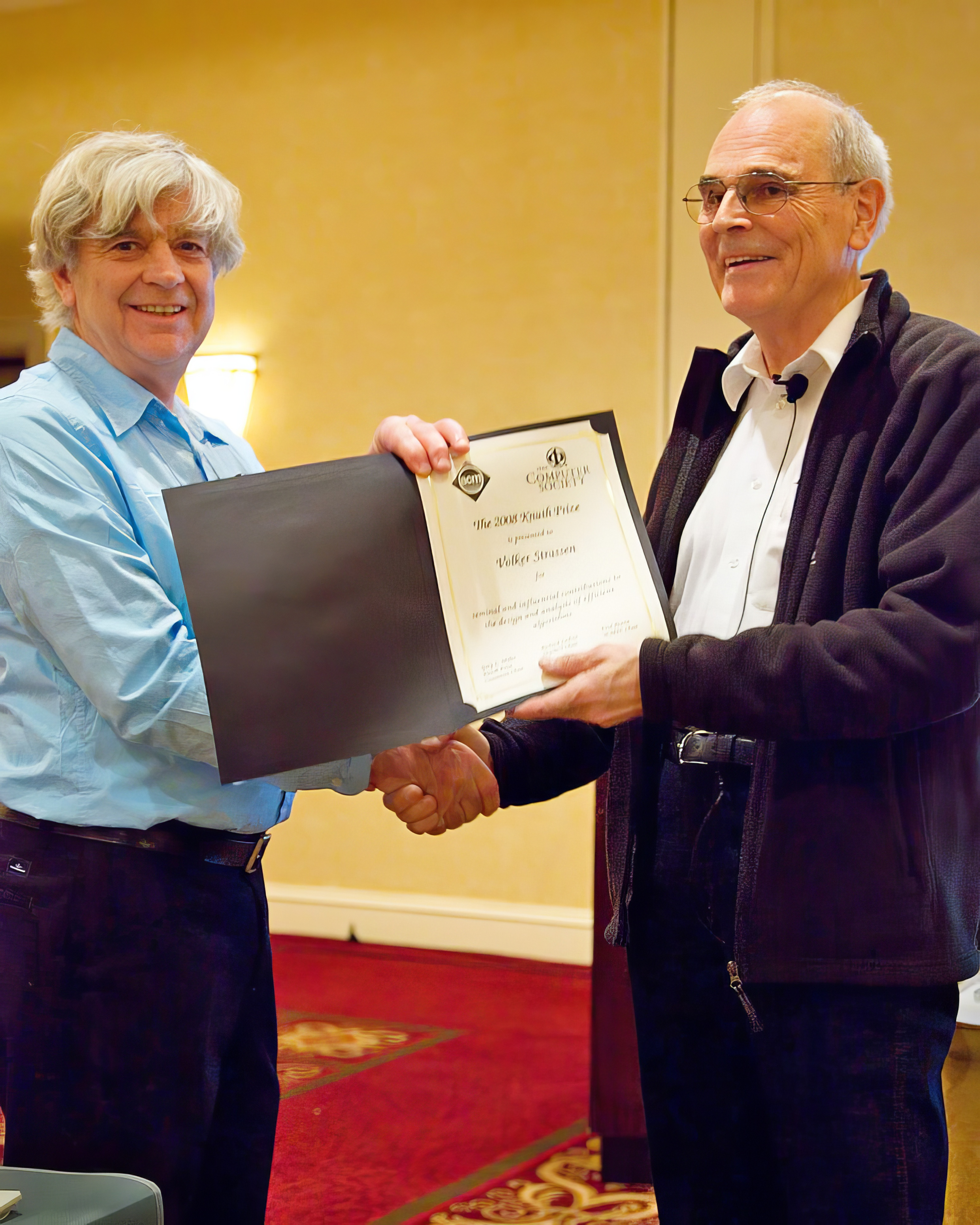
Gary Miller wręcza Volkerowi Strassenowi Nagrodę Knutha na 20 ACM-SIAM Symposium on Discrete Algorithms

Volker Strassen (ur. 29 kwietnia 1936 w Düsseldorfie) – niemiecki matematyk, emerytowany profesor Wydziału Matematyki i Statystyki na Uniwersytecie w Konstancji, twórca algorytmu Strassena.

## Życiorys
Volker Strassen urodził się 29 kwietnia 1936 roku w Düsseldorfie (dzielnica Gerresheim) w Niemczech. Po studiowaniu muzyki, filozofii, fizyki i matematyki na wielu niemieckich uniwersytetach otrzymał w 1962 roku stopień doktora matematyki na Uniwersytecie w Getyndze pod nadzorem Konrada Jacobsa. Po tym pracował on na Wydziale Statystyki na Uniwersytecie Kalifornijskim w Berkeley, jednocześnie przygotowując się do habilitacji na Uniwersytecie w Erlangen-Norymberdze, dokąd również się przeprowadził. W 1968 roku Strassen przeniósł się do Zakładu Matematyki Stosowanej na Uniwersytecie w Zurychu, gdzie pracował przez 20 lat aż do przeniesienia się na Uniwersytet w Konstacji w 1988 roku. Przeszedł na emeryturę w 1998 roku.

### Działalność naukowa
Strassen rozpoczął swoją działalność naukową jako probabilista. Jego praca Zasada niezmienniczości prawa iterowanego algorytmu z 1964 roku zdefiniowała funkcjonalną formę prawa iterowanego logarytmu pokazując formę skali niezmienniczości w błądzeniu losowym. Efekt tej pracy, znany jako Zasada niezmienniczości Strassena lub Prawo Strassena iterowanego logarytmu, był szeroko cytowany, a w 1966 roku zaprezentowany na Międzynarodowym Kongresie Matematyków.
W 1969 roku Strassen skoncentrował swoje badania na analizie algorytmów wykorzystując metodę eliminacji Gaussa. Efektem tych prac było powstanie algorytmu Strassena, pierwszego algorytmu mnożenia macierzy o czasowej złożoności obliczeniowej mniejszej niż θ(n³) z naiwnego algorytmu mnożenia macierzy. Równocześnie zaprezentował on asymptotycznie szybki algorytm odwracania macierzy bazujący na algorytmie szybkiego mnożenia macierzy. Skutkiem tych prac był teoretyczny przełom, który doprowadził do dalszych prac nad algorytmami szybkiego mnożenia macierzy. W 1971 roku Strassen razem z Arnoldem Schönhage opublikował rozprawę o asymptotycznie szybkim mnożeniu liczb całkowitych bazującym na szybkiej transformacji Fouriera. W 1977 roku wraz z Robertem M. Solovay’em opracował test pierwszości Solovaya-Strassena będący pierwszą metodą pokazującą, że testowanie liczb w celu ustalenia ich pierwszości może się odbywać w randomizowanym czasie wielomianowym oraz będący jednym z pierwszych algorytmów pokazującym efektywność algorytmów probabilistycznych.

## Nagrody i wyróżnienia
W 1999 roku Strassen otrzymał medal Cantora. W 2003 roku odebrał Paris Kanellakis Award wraz z Robertem M. Solovay’em, Garym Millerem oraz Michaelem O. Rabinem za prace nad losowym badaniem pierwszości liczb. W 2008 roku został wyróżniony nagrodą Knutha za przełomowy i wpływowy wkład w projektowanie i analizę efektywnych algorytmów. W 2011 roku od Niemieckiego Stowarzyszenia Informatyków (Gesellschaft für Informatik) otrzymał medal Konrada Zuse.